# Грёзы духовидца, пояснённые грёзами метафизики
«Грёзы духовидца, пояснённые грёзами метафизики» (нем. Träume eines Geistersehers, erläutert durch Träume der Metaphysik) — трактат Иммануила Канта, посвящённый творчеству шведского учёного, мистика и теософа Эммануила Сведенборга. Впервые был опубликован анонимно в 1766 году. Данная работа, по словам А. Гулыги, представляет собой скорее не учёный трактат, а эссе, в котором не только в иронической форме оцениваются опусы Сведенборга, но и проводится параллель между идеями шведского духовидца и взглядами приверженцев спекулятивной метафизики Вольфа.

## История создания
О существовании Сведенборга Иммануил Кант узнал от одного датского офицера, прежде бывшего его студентом. Пожелав получить более подробные сведения о деятельности Сведенборга, Кант отправил ему письмо, но ответа не получил. Знакомый Канта по его просьбе посетил Сведенборга в Стокгольме, где услышал от него историю о том, что благодаря дару Бога тот получил возможность общаться с миром духов. Заинтригованный Кант выкроил часть своих скромных доходов на покупку восьмитомного собрания сочинений шведского мистика, выписав его из Лондона, после чего подверг выводы Сведенборга резкой критике в трактате «Грёзы духовидца…».